# Aborreparken
Aborreparken var en lille park, etableret på rester af Københavns voldanlæg mellem Vestre Boulevard (nu H.C. Andersens Boulevard), Københavns Vandværk i Studiestræde og Vester Farimagsgade. 
Parken blev anlagt og færdiggjort 1886 på trods af kritik fra blandt andet arkitekten og borgerrepræsentanten Ferdinand Meldahl, der mente, at det var hovedløst, når man ikke havde fastlagt linjeføringen af fremtidens jernbaner i hovedstaden. Tiden gav ham ret.
I 1897 foreslog maleren J.F. Willumsen Den Frie Udstillings bygning placeret i parken, hvilket også blev til virkelighed. Han blev bakket op af arkitekterne Martin Nyrop, Andreas Clemmensen og Ulrik Plesner, og året efter kunne træbygningen tegnet af Willumsen indvies. Prisen var 16.000 kr. Bygningen tiltrak sig offentlig opmærksomhed og Vort Land skrev "Fra den Kähler'ske Keramikfabrik har man faaet brændte Tagsten, skiftevis hvide og blaa, saaledes at Taget fremtræder i det danske Porcelæns Toner".
Plesner selv stod sammen med Aage Langeland-Mathiesen for opførelsen af Studenterforeningen, der snuppede en bid af parken. Den blev opført 1908-10. I 1910 blev Aborreparken officielt nedlagt, da man nu var klar over, at infrastrukturen ville komme på tværs af parken. Udstillingsbygningen blev flyttet til sin nuværende placering på Oslo Plads i 1913.
Ved anlæggelsen af Boulevardbanen i 1913 blev der nemlig taget endnu en bid af parken, og Revisions- og Forvaltningsinstituttet lagde beslag på de sidste rester i 1919. 